# Preámbulo (literatura)

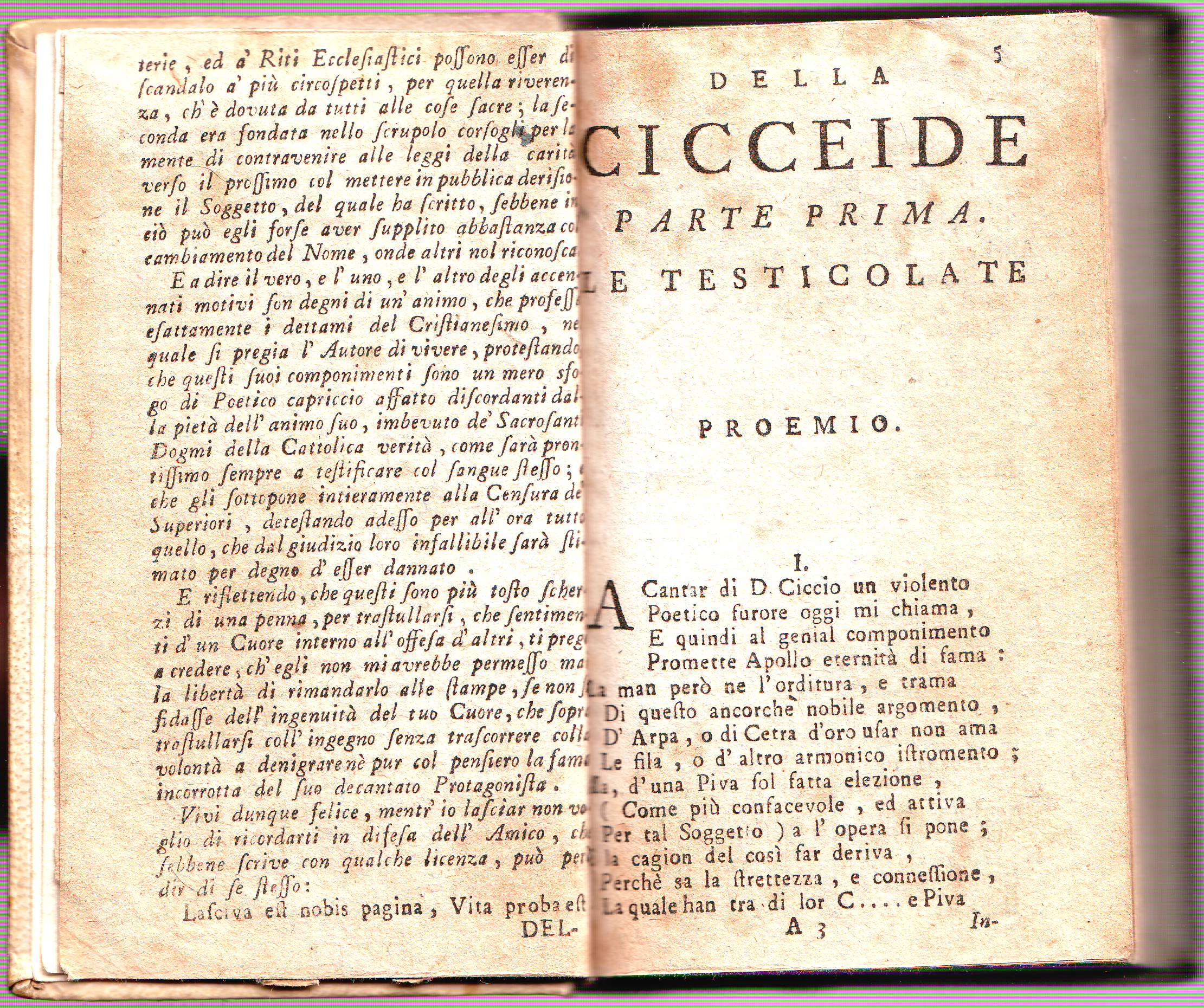
Proemio de «Cicceide legitima», tercera edición de 1692, del escritor italiano Giovanni Francesco Lazzarelli.

Un preámbulo, del latín præ (antes) y ambulare (ir), es una especie de exordium ubicado al comienzo de un escrito.
Los antiguos también lo llamaron proemio (proœmium), del griego προ (pro) : antes, y οιμος (oimos) : camino. El preámbulo difiere del prefacio en que está más íntimamente ligado a la temática, y no tanto a hacer una exposición apologética del escrito o del autor.
El preámbulo tiene por objetivo desarrollar una visión o un esclarecimiento preliminar más o menos útil de la obra propiamente dicha, o sea, debe dar una primera impresión de la obra, marcando el carácter de la misma y su alcance, así como señalando los eventos o acontecimientos que propiciaron o marcaron su realización.
El preámbulo debe ser más bien corto y directo. Entre los modelos de preámbulos más característicos y clásicos, puede citarse a Diálogos de Platón, así como a los que aparecen en las obras didácticas de Cicerón, y también al presente en Historias de Tácito o en Vida de Agrícola, al de Historia natural de Plinio el Viejo, al de Vidas de Plutarco, etc.
En las grandes composiciones poéticas, los preámbulos ubicados al comienzo de diversos cantos, podríamos decir que cortan la historia y el estilo, introduciendo la variedad y amenizando la lectura. Y este uso se remonta a las aèdes o rapsodias griegas, ya que las recitaciones épicas estaban generalmente precedidas por un preludio particularmente llamado proœmium. 

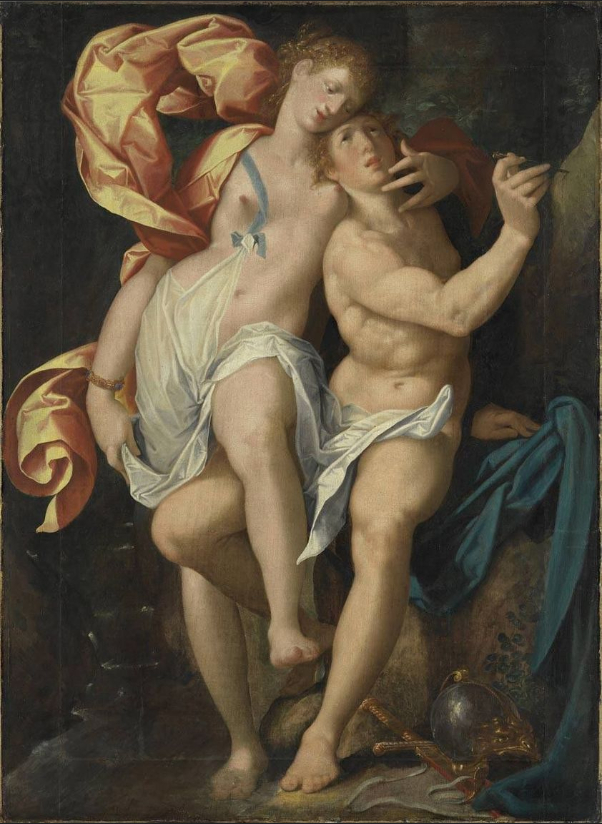
Orlando furioso de Ludovico Ariosto; en la imagen —arriba— representación de Angélica y Medor, obra de Spranger.

Ludovico Ariosto, en la obra poética épica Orlando furioso, precisamente se destacó por estos repetidos exordios.
Como destacados y conocidos preámbulos literarios, pueden citarse los ingeniosos y originales escritos en esta materia presentes en la mayoría de los cuentos de Jean de La Fontaine, y también presentes en muchas de sus fábulas, como por ejemplo la que se encuentra al comienzo de la compleja e interesante fábula del libro X referente a la filosofía de René Descartes.